# Weckersdorf

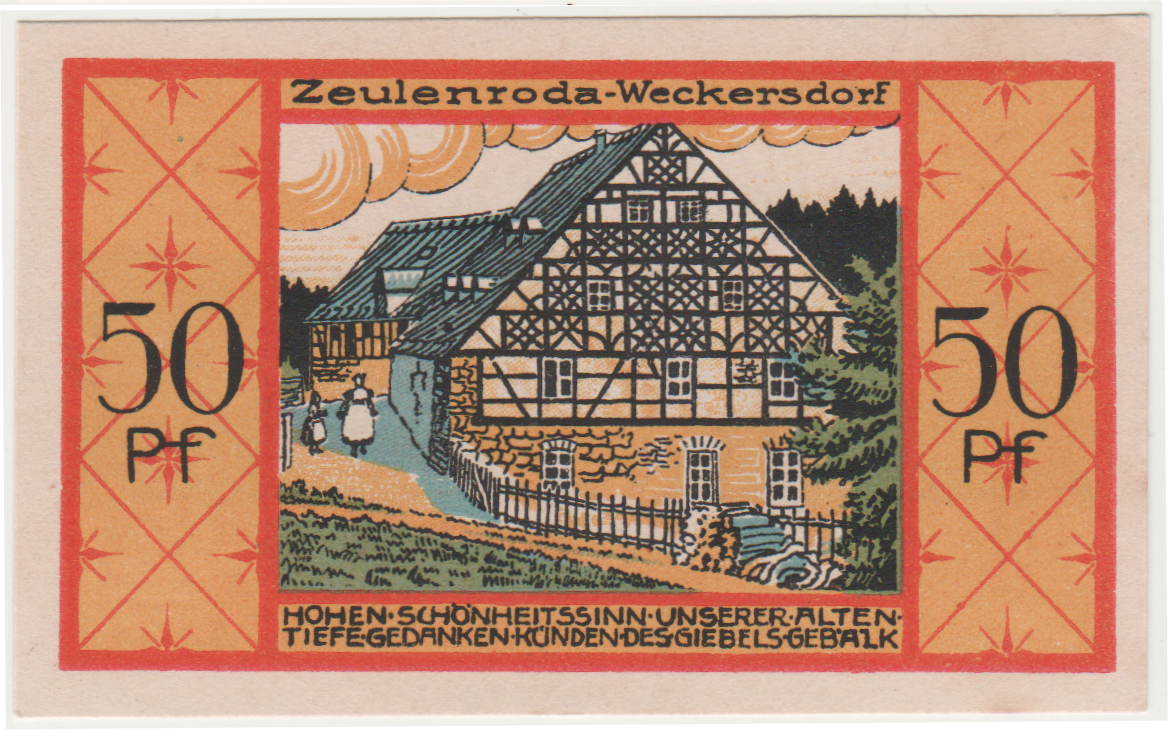
Das Diez'sche Haus auf einem Notgeldschein aus Zeulenroda, von 1921.

Weckersdorf ist ein Ortsteil der Stadt Zeulenroda-Triebes im Landkreis Greiz in Thüringen.

## Lage
Der Ort Weckersdorf befindet sich am Südrand des Landkreises etwa 20 Kilometer (Luftlinie) westlich der Kreisstadt Greiz und sechs Kilometer südwestlich der Kernstadt Zeulenroda. Als höchste Erhebung gilt der Grünberg  (463,8 m ü. NN) am südlichen Rand der Gemarkung.
Auf einer Hochfläche südlich der Ortslage befindet sich der Ortsteil Grüngut. Das Dorf liegt im Tal der Weida an der Bundesstraße 94.

## Geschichte
Die älteste urkundliche Erwähnung des Ortes stammt aus dem Jahr 1377 als Wickersdorf. In dieser Urkunde wurde ein langer Streit zwischen den Markgrafen von Meißen und den Vögten von Gera um das „Ketener holcz“ zwischen Thierbach und Weckersdorf, dem heutigen Köthenwald, entschieden.
1616 sollten sich in Weckersdorf einige wehrfähige Männer stellen. Drei Männer als Müller ermittelten die Werber aus Schleiz. Demnach gab es drei Mühlen in Weckersdorf:
- Die Reißigmühle besaß Schneide-, Knochen und Mahlgang mit Bäckerei. Dieses Anwesen wurde am 27. März 1886 an Familie Scheibe für 15.000 Mark verkauft. Interessant ist, der Mühlgraben führte direkt durch den Hof an der Haustür vorbei.
- Die Untere Mühle wurde 1596 erstmals urkundlich genannt, als sie gebaut worden ist. Der Müller mahlte und schrotete Getreide, schnitt Holz und besaß dazu zwei Wasserräder.
- Die Obere Mühle hatte es einst gegeben. Sie lag am Waldbach gleich neben der Brücke. Sie wurde nach 1947 wegen Baufälligkeit abgerissen. Es blieb nichts mehr.[4]

Am 1. Mai 1994 wurde Weckersdorf ein Ortsteil von Zeulenroda. Im Ort leben heute etwa 215 Menschen.

## Kultur und Sehenswürdigkeiten
Die Ortslage breitet sich über dem südlichen Flussufer aus. Entlang der Weida findet man ein Dutzend kleiner Teiche. Die Dorfkirche mit Friedhof befindet sich in der Ortsmitte, die Reißigsmühle etwa einen Kilometer östlich der Ortslage an der Weida. Sehenswert ist auch das Diez'sche Haus, es wurde um 1780/90 im Stil fränkischer Fachwerkhäuser erbaut.